# Listonos bílý
Listonos bílý, též vampýr bílý (Ectophylla alba), je druh netopýra z čeledi listonosovití, který obývá lesy středoamerických oblastí Nikaraguy, Hondurasu, Panamy a Kostariky. Jedná se o jediného zástupce bílých listonosů (rodu Ectophylla). Jak již napovídá české i vědecké druhové jméno, listonos bílý se vyznačuje bíle zbarvenou srstí, což je mezi letouny poměrně vzácné (celkem je známo 6 druhů s bílou srstí z cirka 1300 popsaných letounů).  
Listonosi bílí žijí v malých koloniích o 5–6, maximálně 15 jedincích. Hřadují v tzv. stanech, přístřešcích ve tvaru obráceného lodního trupu, které si staví nahlodáním žilek kolem řapíků velkých listů helikónií, načež se list ohne směrem dolů a listonosi se zespodu listu přichytí. Takové hřadoviště střídavě obývají po několik týdnů, než list odumře a listonosi ho přestanou používat. Stanů má kolonie několik. Ve dne listonozi spí, v noci poletují lesem a shání potravu. Jedná se o frugivorního živočicha a krajního potravního specialistu, jelikož žere takřka výhradně plody středoamerického druhu fíkovníku Ficus colubrinae. Vyskytuje se v nadmořských výškách od 0 do 700 m n. m. 
Jedná se o malý druh netopýra o váze 5–6 g a délkou těla včetně hlavy 37–47 mm. Membrány křídel jsou převážně černé, uropatagium (ocasní blána) je bledé. Uši, tragy (chrupavčité výběžky před ušními otvory), listová blána na nose, kůže pokrývající některé kosti končetin a rty jsou sytě žlutooranžové. Sytě žlutou pigmentaci způsobuje xanthofylové barvivo lutein. Porozumění fyziologickým procesům tvorby tohoto barviva v tělech listonosů by mohlo napomoci k porozumění a případně i léčbě makulární degenerace u lidí. 

## Systematika
Druh byl poprvé vědecky popsán v roce 1892 americkým přírodovědcem Harrisonem Allenem na základě exempláře poskytnutého zoologem Charlesem Haskinsem Townsendem, který listonose odchytil u řeky Coco v Hondurasu v roce 1887. Holotyp druhu se nachází v Národním muzeu přírodní historie ve Washingtonu; exemplář postrádá lebku. Rodové jméno Ectophylla je odvozeno ze starořeckého εκτός (ektós) neboli „vně“ a φύλλον (phúllon), čili „list“, ve volném překladu tedy něco jako „vnější list“, což odkazuje k blanitému výrůstku na čenichu ve tvaru listu. Druhové jméno alba je z latiny a znamená „bílý“ a odkazuje k bílé srsti listonosů.
Druh je řazen do čeledi listonosovití (Phyllostomidae), podčeledi Stenodermatinae (listonosi příbytkoví) a monotypického rodu Ectophylla (bílí listonosové). Do rodu Ectophylla se kdysi řadil i listonos MacConnellův, nicméně moderní taxonomie ho zařazuje do monotypického rodu Mesophylla. Listonos bílý a listonos MacConnellův byli na základě morfologických dat tradičně považováni za sesterské taxony, nicméně výzkumy DNA z počátků 21. století toto spojení nepotvrdily a vztahy v rámci listonosovitých zůstávají předmětem vědeckých debat. Listonos bílý, resp. rod Ectophylla, se někdy řadí do samostatného podtribu Enchisthenes.

## Popis

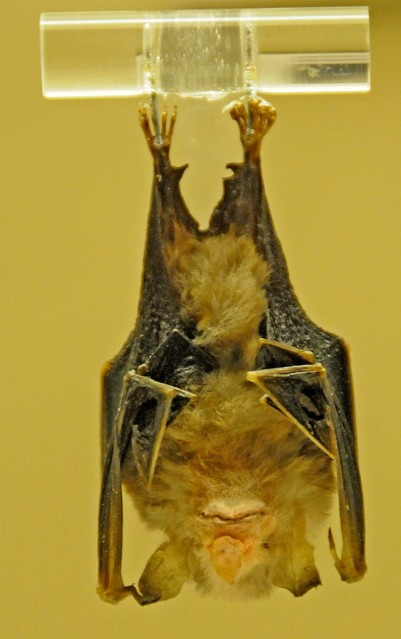
Vycpaný exemplář druhu

Listonos bílý má bíle zbarvenou srst. Konečky jednotlivých chlupů jsou šedé, přičemž našedlé zabarvení je nejvýraznější na zadní části těla. Srst v těsné blízkosti kolem obvodu očí je tmavě šedá. Listonos bílý je spolu se čtyřmi dalšími druhy z rodu Diclidurus a lyronosem australským jediným známým letounem (z více než 1300 popsaných druhů), který má celostně bíle zbarvenou srst. Jediným dalším bílým netopýrem, který se vyskytuje v areálu listonose bílého, je netopýr bílý (Diclidurus albus). Listonose bílého lze od něj jednoznačně odlišit podle výrazného, žlutě zbarveného blanitého listového útvaru na nose.
Křídlové kožovité membrány jsou převážně černé, uropatagium (ocasní blána) je bledé. Uši, tragy (chrupavčité výběžky před ušními otvory), listová blána na nose, kůže pokrývající některé kosti končetin a rty jsou sytě žlutooranžové. Středně velké uši jsou zakulacené. Oči jsou černé. Vnitřní okraje tragu jsou vypouklé a vyrůstá z nich nevýrazný lalůček. Vnější okraje mají čtyři až pět menších laloků, které spíš připomínají hrubé vroubkování. Nosní list je vzedmutý a při okrajích jemně vroubkovaný. Pod tlamou se nachází sada 8–10 malých bradavic. Podobné bradavice se nachází i u řady jiných druhů netopýrů. Ústí do nich řada nervů a i když není úplně vyjasněno, k čemu přesně slouží, patrně budou mít senzorickou funkci. Zubní vzorec je 2.1.2.22.1.2.2, čili 28 zubů. Lebka je podobná ostatním druhům z podčeledi Stenodermatinae. Na délku v nejvzdálenějších bodech lebka měří 16,1–17 mm, kondylobazální délka je 14,9–15,8 mm. Čelist je dlouhá 11,1–11,5 mm.
Listonos bílý je poměrně malý druh netopýra s délkou těla včetně hlavy 37–47 mm. Délka předloktí je 27,8–29,6 mm, uši jsou dlouhé 10–15 mm. Váha dospělého jedince je 5–6 g. Tvarem těla listonos bílý připomíná zástupce rodu Platyrrhinus.

### Žlutá pigmentace

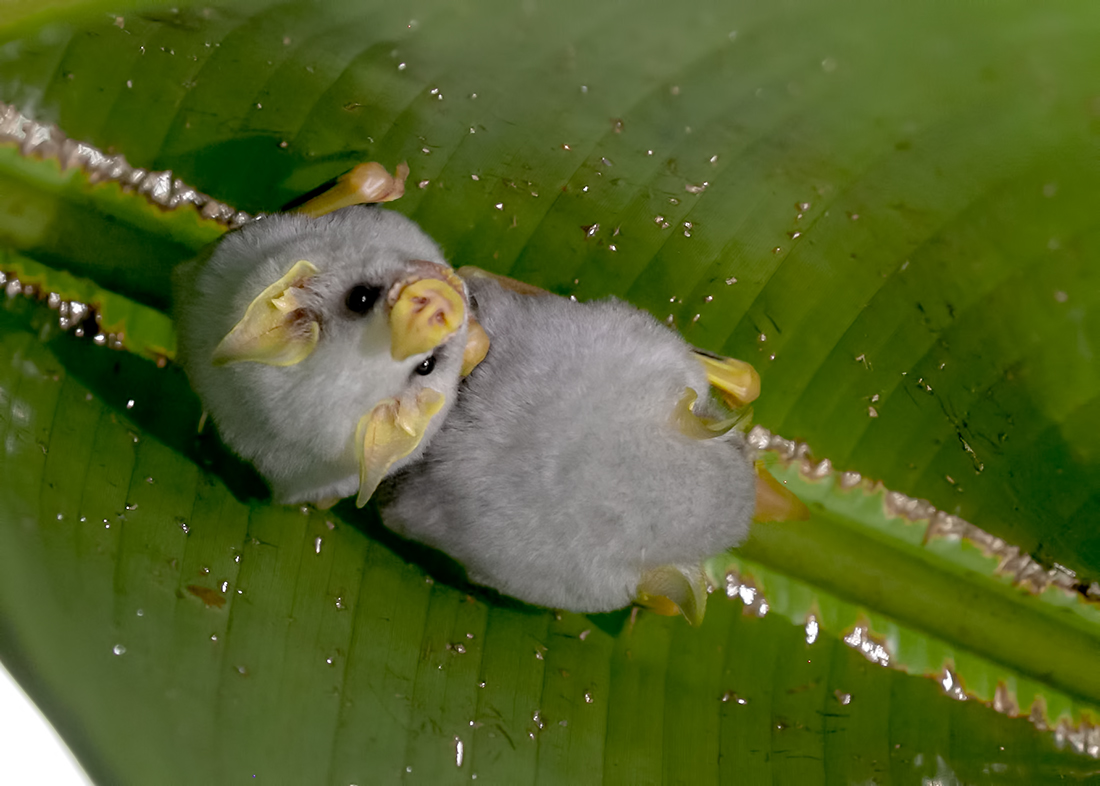
Dva listonosi bílí ve stanu s patrnýma žlutýma ušima a sytě žlutými listovými výrůstky na nose

Žlutooranžová pigmentace některých částí kůže je způsobena vysokou koncentrací karotenoidů, zvláště xanthofylu. Listonos bílý je první známý savec s kůží s natolik vysokým obsahem karotenoidů, že způsobuje takto výrazné zabarvení. Zatímco jas žlutého pigmentu uší je stejný u dospělých i juvenilních jedinců, sytost žluté (resp. její chroma, tzn. sytost vzhledem k jasu) v ušních boltcích se liší podle věku. Žluté uši u dospělých jedinců jsou sytěji zbarvené než u juvenilních listonosů. U nosního listového výběžku bylo dokonce zjištěno, že samčí „list“ dospělců je sytěji zabarven než ten samičí. U juvenilních listonosů se sytost listového nosního výběžku neliší. Bude se tak patrně jednat o případ pohlavního dichromatismu (dvojbarevnosti), tzn. sekundárního pohlavního znaku, na základě kterého si samice vybírají své partnery. Tomu by napovídala i skutečnost, že samci se sytěji zbarvenými čenichovými výběžky bývají v lepší tělesné kondici než dospělci s méně sytými listovými výběžky. Karatenoidy totiž fungují jako důležité antioxidanty a imunostimulanty, avšak tyto vlastnosti ztrácejí po uložení v kůži, takže pouze ti nejzdatnější jedinci v dobré tělesné kondici si mohou dovolit nasměrovat velké množství karotenoidů do pigmentace. Samice se tak mohou při zhodnocování tělesné zdatnosti partnerů spoléhat na sytost jejich listového výběžku.
Evoluční počátky žlutého pigmentu jsou patrně úzce spjaty s tvorbou stanů (viz dále), ve kterých listonosi hřadují. Společný předek podčeledi Stenodermatinae, kam listonos bílý spadá, totiž pravděpodobně nestavěl stany a ani nebyl žlutě zabarven, a tak se předpokládá, že stavba stanů a žlutá pigmentace se vyvinuly společně. Žlutý pigment poskytuje listonosům v době hřadování ve stanech vizuální kamufláž, jelikož žluté vzory připomínají barevné vzorce listů stanů.

## Biologie a chování

### Stany

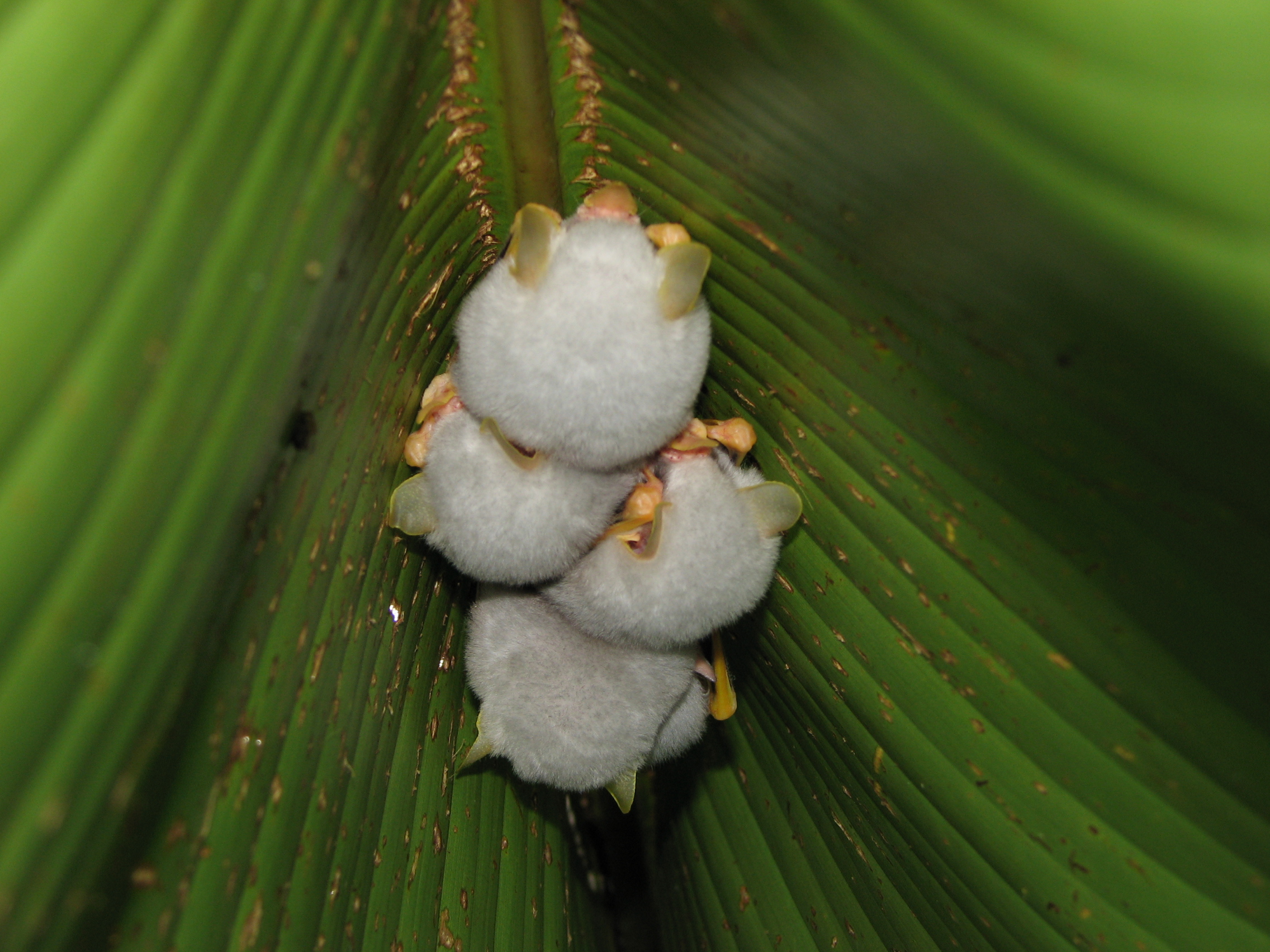
Hřadující kolonie ve stanu

Listonos bílý je jeden ze zhruba 22 známých druhů letounů, jenž si za účelem hřadování staví stříšky, které se v odborné literatuře označují jako stany (angl. tents). Stavba takového stanu probíhá tak, že listonosi nakusují listové žilky podél spodní střední části řapíku velkých listů helikónií (Heliconia), čímž se list pod vlastní tíhou prohne dolů, a vytvoří tak přirozený přístřešek ve tvaru převráceného lodního trupu, tzv. stan. Listonosi nakusují pouze žilky ve střední části listu zhruba 5 mm od řapíku – u kořene a na konci listu zůstávají žilky netknuty. Stany mívají po prohnutí víceméně horizontální tvar. Jsou stavěny několika jedinci a na stavbě se podílí obě pohlaví, což je v rámci ostatních letounů využívající stříšky unikátní (u ostatních druhů stany staví pouze samci).
Ke stavbám stanů dochází nepřetržitě v průběhu celého roku. Modifikované listy do podoby stanů totiž postupně usychají, čímž přestávají být vhodné při příbytky listonosů, kteří jsou donuceni si postavit stan nový. Životnost listu, který byl upraven do podoby stanu, je v průměru kolem 7,5 týdne (listy helikónií jinak mají životnost kolem 61 týdnů). Práce na stanech může probíhat od několika nocí po několik týdnů, přičemž se stává, že několik nocí po sobě listonosi neprovedou na stanu žádnou práci. Rychlost stavby je zřejmě přímo úměrná nutnosti populace nalézt nový stan. Ke stavbě nového stanu většinou dochází do 500 m od toho předchozího.
K vytvoření stanů bývá využíváno hned několik druhů helikónií, mj. H. imbricata, H. latispatha, H. pogonantha, H. tortuosa a H. sarapiquensis. Výjimečně mohou listonosi použít i listy kalátey (Calathea) nebo listy marantovité rostliny Ischnosiphon inflatus. Ve výběru listu k úpravě na stan patrně hrají důležitou roli stáří a velikost listu.

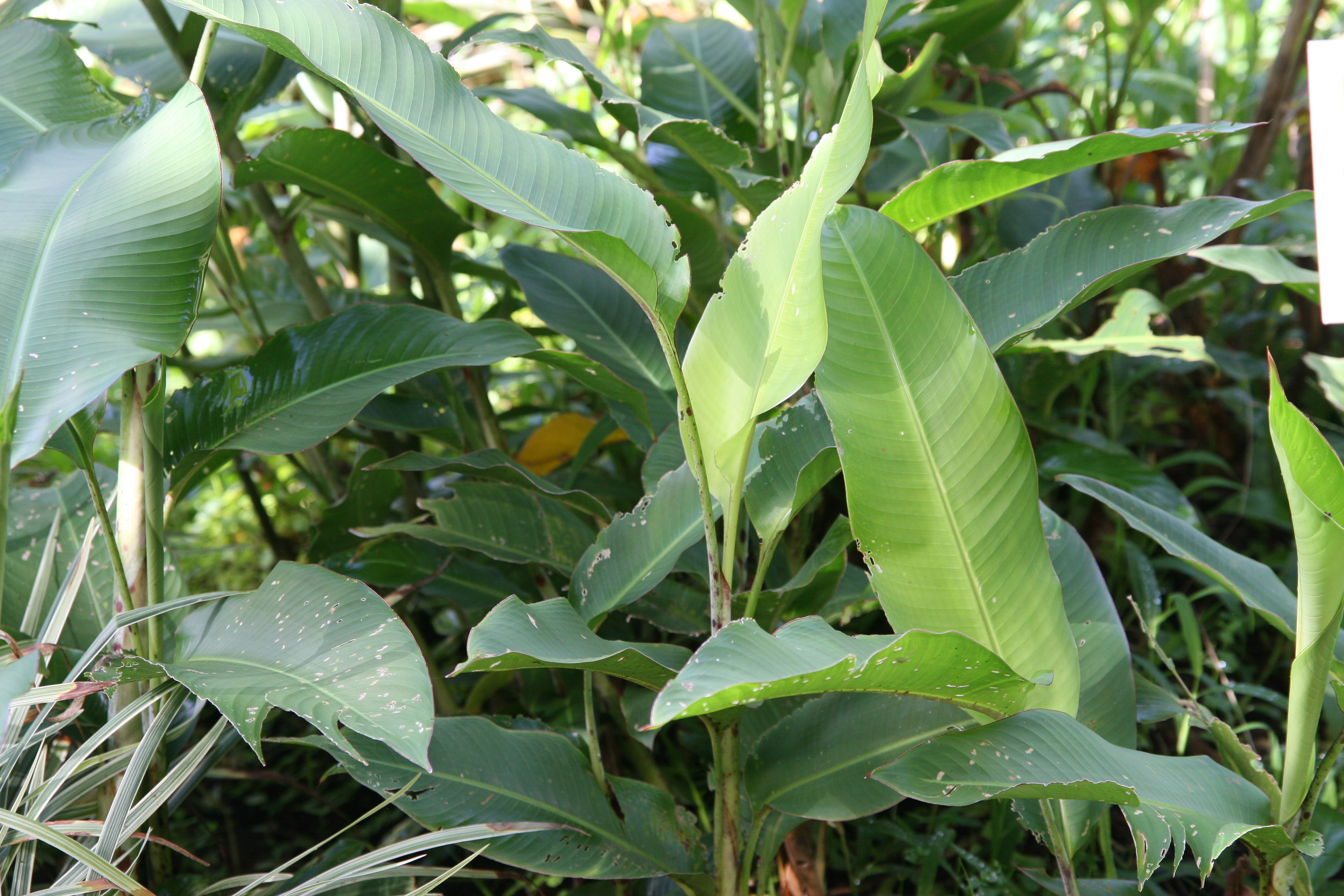
Listy helikonie Heliconia latispatha, které listonosi bílí využívají k tvorbě stanů

Listy používané na stan bývají 0,8–1,2 m dlouhé a mladší 30 dní. Mladé listy listonosi nejspíš preferují proto, že jsou oproti starším měkčí a ohebnější, takže je snadněji překousnou nebo ohnou. Listy stanů bývají umístěny do dvou metrů nad zemí. Listonosi preferují listová stanoviště s nízkou hustotou podrostů a vysokou hustotou korunového patra. Husté korunové patro zřejmě pomáhá listonosům udržovat ve stanu žádoucí mikroklima, neboť je i díky kompaktní vegetaci chráněno před deštěm, větrem či sluncem. „Uvnitř“ stanu tak dochází jen k minimálním teplotním výkyvům a drží se zde teplota okolo 23,3 °C. Pod stanem bývá naopak hustota podrostu nízká, a to patrně z toho důvodu, že se tak do něj, spodním „vchodem“, snáze dostanou. Stavba stanu trvá i několik týdnů a žádá si proto značnou časovou i energetickou investici, základem je tak důkladné zastřešení stanu, které prodlužuje jeho životnost a listonosům úsporu sil.
Hřadování ve stanech probíhá hlavou dolů v malých koloniích do 15 jedinců (průměrná kolonie čítá 5–6 netopýrů). Kolonie se vždy nachází ve střední části listu, kde listonosi vytvoří v listu množství miniaturních dírek. Stan poskytuje kolonii ochranu nejen před povětrnostními podmínkami, ale i před predátory. List bývá typicky ve dvoumetrové výšce, což je dostatečně vysoko na to, aby na něj pozemní predátoři nedosáhli. Při otřesení listu listonosi pohotově uletí pryč, což je patrně další účinný obranný mechanismus proti potenciálním pozemním predátorům, kteří by se snažili k listu zespodu dostat.

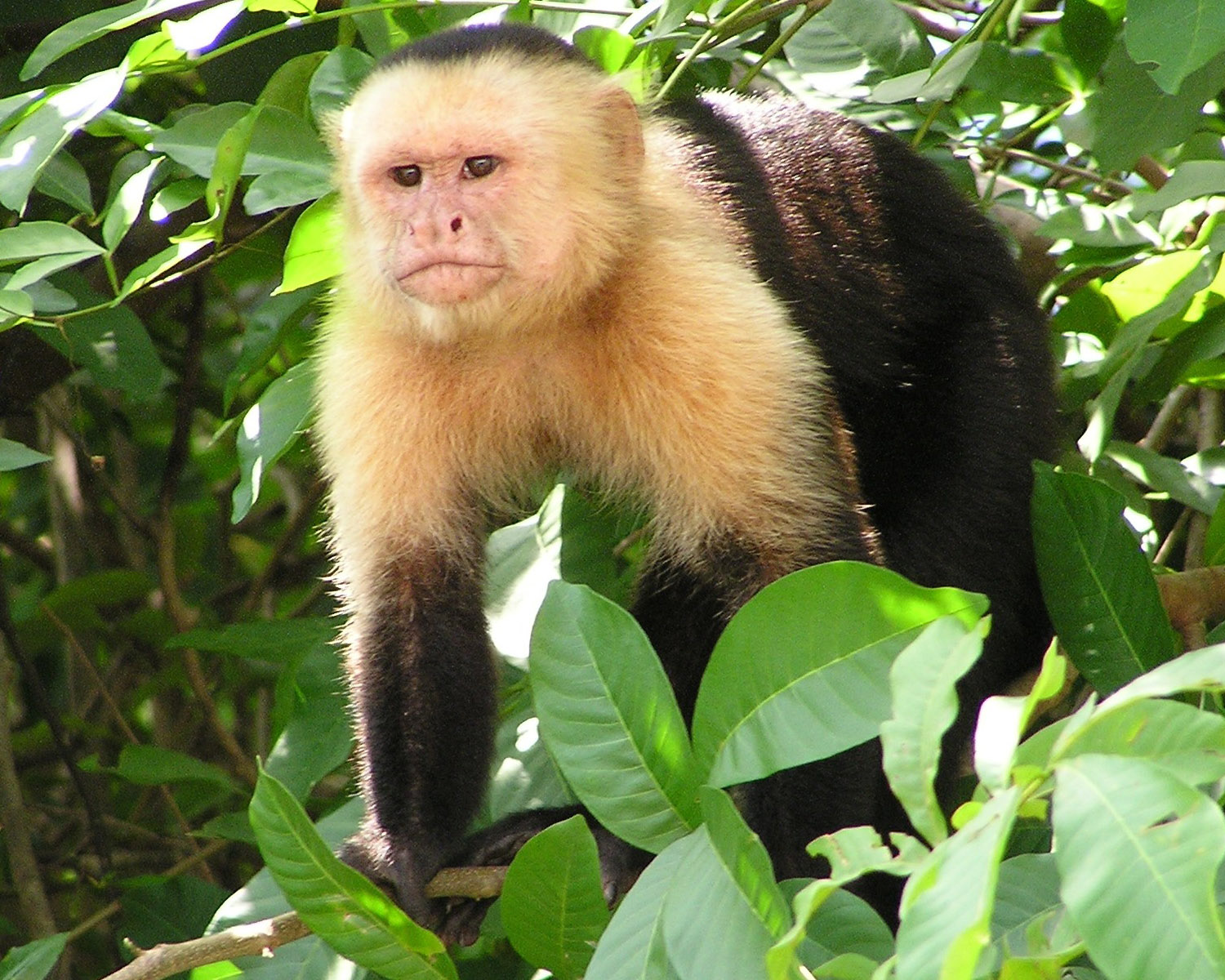
Malpa kapucínská, jeden z predátorů listonosů

Kolonie nevyužívá jeden stan po celou dobu jeho životnosti, ale má k dispozici hned několik takových stanů, které pravidelně střídá. Ani neobývá ten samý stan příliš dlouho, avšak může v něm hřadovat až 45 dní v kuse.
V kostarickém druhotném lese byla zaznamenána hustota dvou stanů na jeden hektar lesa. Kolonie bývá dobře maskována, protože sluneční paprsky pronikající přes zelený list dávají srsti netopýrů zelený nádech, takže je poměrně těžké je zpod listu spatřit. Podle jiné hypotézy může bílá srst připomínat vosí hnízdo, což by mohlo sloužit jak účinná obrana proti predátorům, kteří se vosím hnízdům vyhýbají. K predátorům listonosů bílých patrně patří malpy, kotul rudohřbetý a hadi.

### Potrava
Listonosi bílí jsou frugivorní. Spolu s listonosem běloramenným (Ametrida centurio) se jedná o nejmenší zástupce frugivorních letounů na světě. Jedná se o krajní potravní specialisty, jejichž hlavní potravu představují plody středoamerického fíkovníku Ficus colubrinae. Výjimečně se krmí i na dalších druzích fíků, jako je Ficus schippii. Listonosi bílí preferují sbírání ovoce ze stromů F. colubrinae, které mají najednou velké množství zralých plodů. Zároveň si vybírají stromy, které jsou blízké k místům jejich hřadoviště. Produkce ovoce u F. colubrinae je asynchronní, tzn. sezónné i vzájemně nezávislá, takže fíkovník plodí ovoce průběžné po celý rok. Z důvodů vysoké specializace je areál pohybu listonosů bílých větší než u jiných, méně specialiazovaných frugivorních letounů. Velikosti teritorií listonosů bílých se mohou výrazně lišit. Pomocí radiometrických zařízení byly naměřené plochy teritorií mezi 11–220 hektary s průměrnou hodnotou 63 ha.

### Rozmnožování a sociální struktury

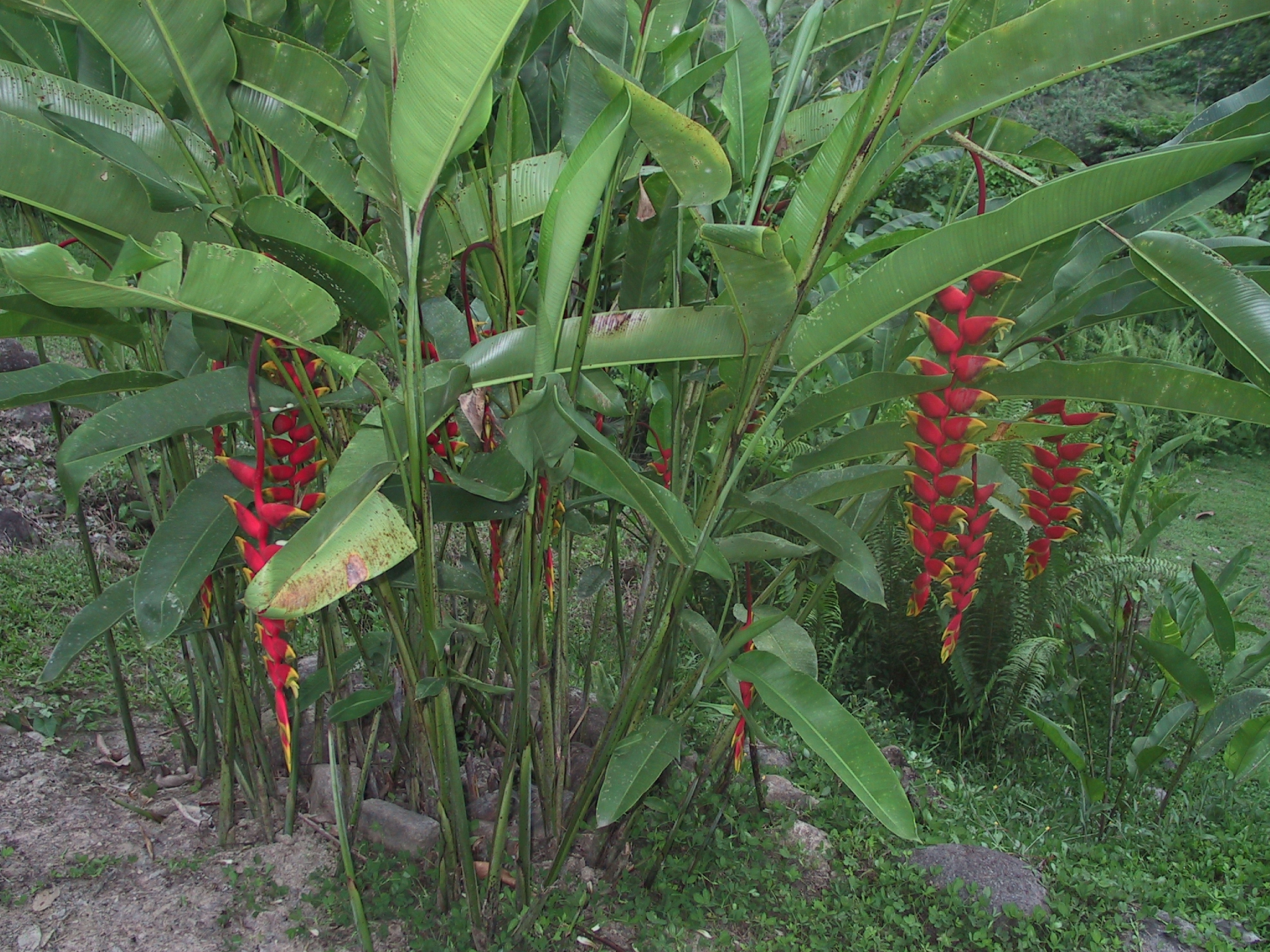
Heliconia pogonantha, další druh helikónie, kterou listonosi bílí využívají k tvorbě stanů

O reprodukční biologii druhu jsou známy jen kusé informace. Typická kolonie zahrnuje několik dospělých samců a samic, juvenilní jedince i mláďata. Ne všichni dospělí samci se páří s ostatními samicemi v kolonii; kolonie typicky zahrnuje samce, kteří mají v kolonii jednoho nebo více potomků, a samce, kteří nemají v kolonii žádné potomky. Předpokládá se, že samci bez potomků v kolonii zůstávají z důvodu potenciálního přístupu k samicím v budoucnu, nebo díky dalším výhodám, které kolonie poskytuje, jako je společná termoregulace nebo společná stavba stanů. Členství v kolonii bývá velice stabilní a nebývá narušeno ani vrhy mláďat. Mezi dospělými jedinci v rámci kolonie není jasná genetická příbuznost, z čehož lze vyvodit, že členství v kolonii je podmíněno sociálně, a nikoliv geneticky. Jedinci ani nenavštěvují jiné kolonie.
Výjimečně pevná stabilita skupin je patrně spjata s náročností stavby stanů. U málo stabilních skupin by bylo složité dohlížet na spoluúčast ostatních jedinců – v rámci skupiny s pevnými sociálními vazbami je možné rovnoměrně přerozdělit časové a energetické náklady na stavbu mezi všechny členy. Disperze netopýrů probíhá hlavně u mladých samců i samic, které po osamostatnění odlétají z mateřské kolonie s cílem nalézt si jinou kolonii, nebo založit kolonii novou.
Ke kopulaci patrně dochází mimo kolonii. K vrhům pravděpodobně dochází od dubna do září, načež samice patrně vstupují do estrálního cyklu. V Kostarice byly březí samice zaznamenány od února do srpna. Kojící samice byly pozorovány v březnu a dubnu. U samic v rámci téže kolonie dochází k synchronizovaným vrhům, které se odehrávají v ten samý týden. Samci odchycení v březnu a dubnu měli výrazně zvětšená varlata o rozměrech 4,6×4,0 mm. Samice vrhají pouze jedno mládě. Během laktace se samice vrací do hřadovacího listu až 6× za noc, aby nakojila svého potomka. Mláďata jsou po narození zcela holá a zejména v prvních dnech po narození je samice často čistí jazykem. Mláďata poprvé vzlétávají ve 3.–4. týdnu života.

### Chování, vokalizace

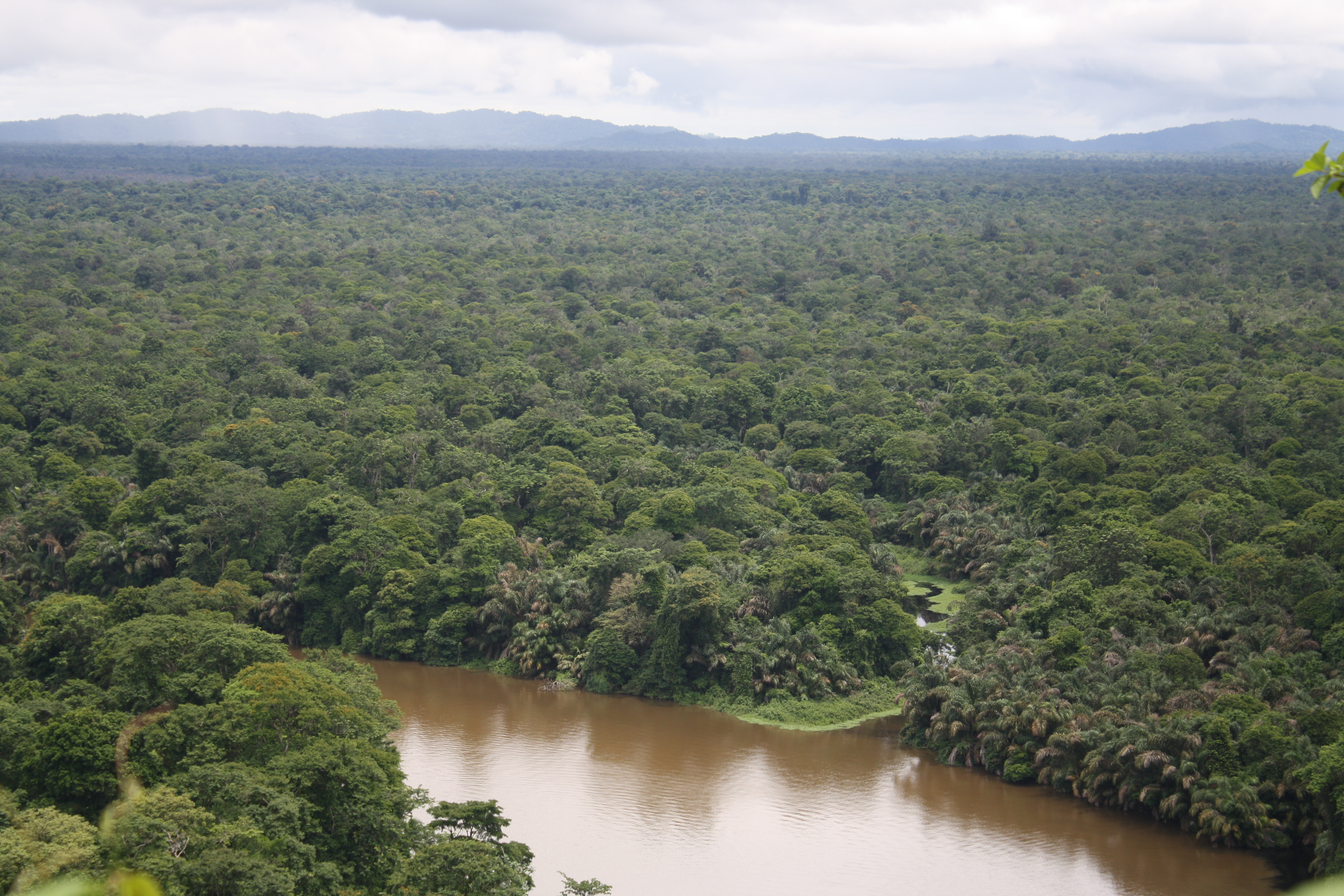
Kostarický národní park Tortuguero, kde se listonosi bílí vyskytují

Listonosi se v rámci kolonie angažují v celé řadě různých sociálních aktivit, přičemž nejaktivnější jsou za soumraku a za úsvitu. Samci s oblibou žvýkají vlastní srst, někdy se pouští i do přežvykování srsti samic nebo ostatních samců. Není úplně jasné, zda se jedná o formu sociálního groomingu, nebo si takto netopýři nanáší na srst pachové značky. Mláďata byla v kolonii pozorována při hře s částečky listu. Drtivou většinu dne tráví hřadováním ve stanu, během noci se vydávají za potravou, nicméně občas stan krátce navštěvují i v noci.
Vedle echolokace produkují nejméně 10 typů sociálních volání.

### Areál rozšíření
Vyskytuje se v několika státech střední Ameriky, konkrétně na východě Kostariky, Hondurasu, Nikaraguy a v severní Panamě. Jedná se o jeden ze čtyř druhů listonosovitých, který je endemický ke střední Americe. Vyskytuje se v nadmořských výškách od 0–700 m n. m. Vyhledává vlhké stálezelené pralesy i druhotné lesy s dostatečným množstvím fíků a helikónií.

## Ohrožení a ochrana

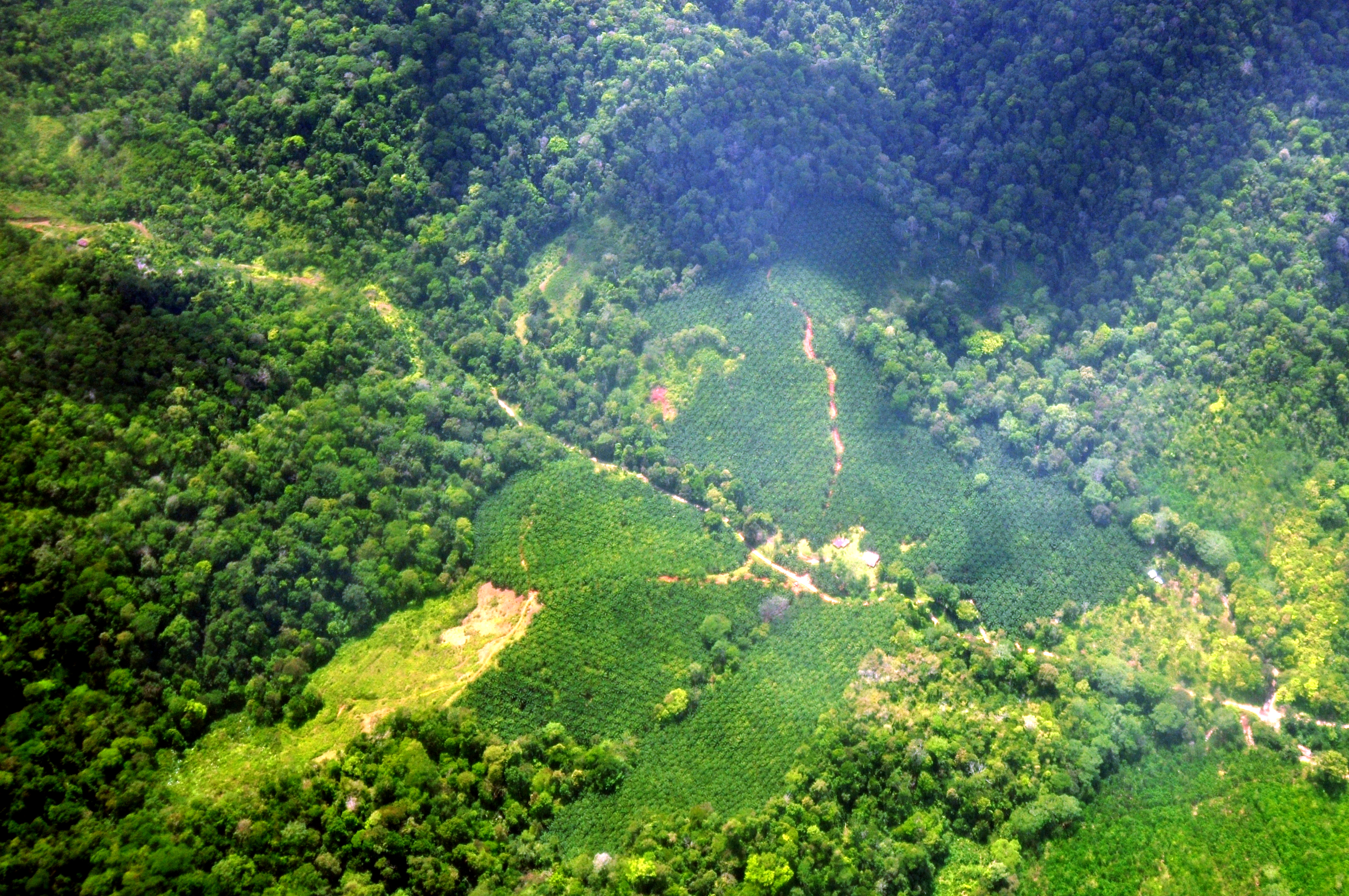
Odlesňování je hlavní příčinou úbytku populace listonosů bílých (na fotografii kostarický prales s ostrůvky plantáží palmy olejné)

Navzdory výraznému zabarvení druhu uplynulo mezi prvním (1898) a druhým nálezem (1963) netopýra více než šedesát let. Mezinárodní svaz ochrany přírody (IUCN) druh hodnotí jako téměř ohrožený, jelikož populace druhu je na výrazném ústupu. Úbytek populace nicméně nepřekračuje 30% populační ztrátu za poslední 3 generace (což u netopýra představuje období kolem 18 let), takže druh zatím nelze hodnotit jako zranitelný, i když se tomu těsně blíží. Hlavním důvodem úbytku populace je odlesňování s cílem získání farmářské původy a rozmachu lidských sídlišť. Listonosi bílí jsou zvláště citliví na úbytek přirozeného prostředí kvůli své krajní potravní specializaci na jediný druh stromu.

## Potenciál v lidské léčbě
Teprve v roce 2016 bylo zjištěno, že listonosi bílí využívají k obarvení některých svých tělesných částí karotenoidy. K tvorbě tohoto barviva dochází izolováním pigmentů z potravy. Žlutou pigmentaci způsobuje xanthofylové barvivo lutein, které je přítomno v kůži listonosů ve své esterifikované formě (v neesterifikované, volné podobě je lutein u listonosů přítomen v játrech). To nasvědčuje tomu, že listonosi bílí disponují fyziologickým mechanismem, který dokáže přeměnit volný lutein na esterifikovaný lutein, což lidská těla neumí. Lutein hraje důležitou roli v ochraně sítnice a předpokládá se, že kdyby byl volný lutein v lidských očích esterifikován, byl by účinnější při prevenci poškození sítnice a ochraně zraku. Porozumění procesu, kterým listonosi bílí přeměňují volný lutein na esterifikovaný, by mohlo napomoci pochopení toho, jak stabilita a biodostupnost karotenoidů prospívá lidskému zdraví. To by mohlo pomoci ke výzkumu a léčbě makulární degenerace u lidí, která může být oddálena právě pomocí luteinu.